# Glaphyromorphus punctulatus
Glaphyromorphus punctulatus — вид сцинкоподібних ящірок родини сцинкових (Scincidae). Ендемік Австралії.

## Поширення і екологія
Glaphyromorphus punctulatus мешкають на сході Квінсленду та на сусідніх островах. Вони живуть в сухих тропічних лісах, що ростуть на піщаних ґрунтах, та в прибережних заростях, серед опалого листя, каміння і повадених дерев.